# Ганс-Юрген Вітткамп
Ганс-Юрген Вітткамп (нім. Hans-Jürgen Wittkamp, нар. 27 липня 1947) — німецький футболіст, що грав на позиції захисника, зокрема за «Боруссію» (Менхенгладбах), у складі якої — триразовий чемпіон Німеччини і володар Кубка УЄФА. 

## Ігрова кар'єра
У дорослому футболі дебютував 1967 року виступами за команду клубу «Шальке 04», в якій провів чотири сезони, взявши участь у 101 матчі чемпіонату.  Більшість часу, проведеного у складі «Шальке», був основним гравцем захисту команди.
Своєю грою за цю команду привернув увагу представників тренерського штабу клубу «Боруссія» (Менхенгладбах), до складу якого приєднався 1971 року. Відіграв за менхенгладбаський клуб наступні сім сезонів своєї ігрової кар'єри. Граючи у складі «Боруссії», також здебільшого виходив на поле в основному складі команди. Допоміг їй тричі поспіль виграти чемпіонат ФРН і по одному разу здобути Кубок ФРН і Кубок УЄФА.
Завершив професійну ігрову кар'єру у клубі «Еркеншвік» з Другої Бундесліги, за команду якого виступав протягом 1980—1981 років.

## Титули і досягнення
- Чемпіон ФРН (3):

«Боруссія» (Менхенгладбах): 1974-1975, 1975-1976, 1976-1977
- Володар Кубка ФРН (1):

«Боруссія» (Менхенгладбах): 1972-1973
- Володар Кубка УЄФА (1):

«Боруссія» (Менхенгладбах): 1974-1975